# خون‌فام برگه‌دار
خون‌فام برگه‌دار (نام علمی: Lythrum tribracteatum) نام یک گونه از سرده خون‌فام است.